# فلسفة التاريخ

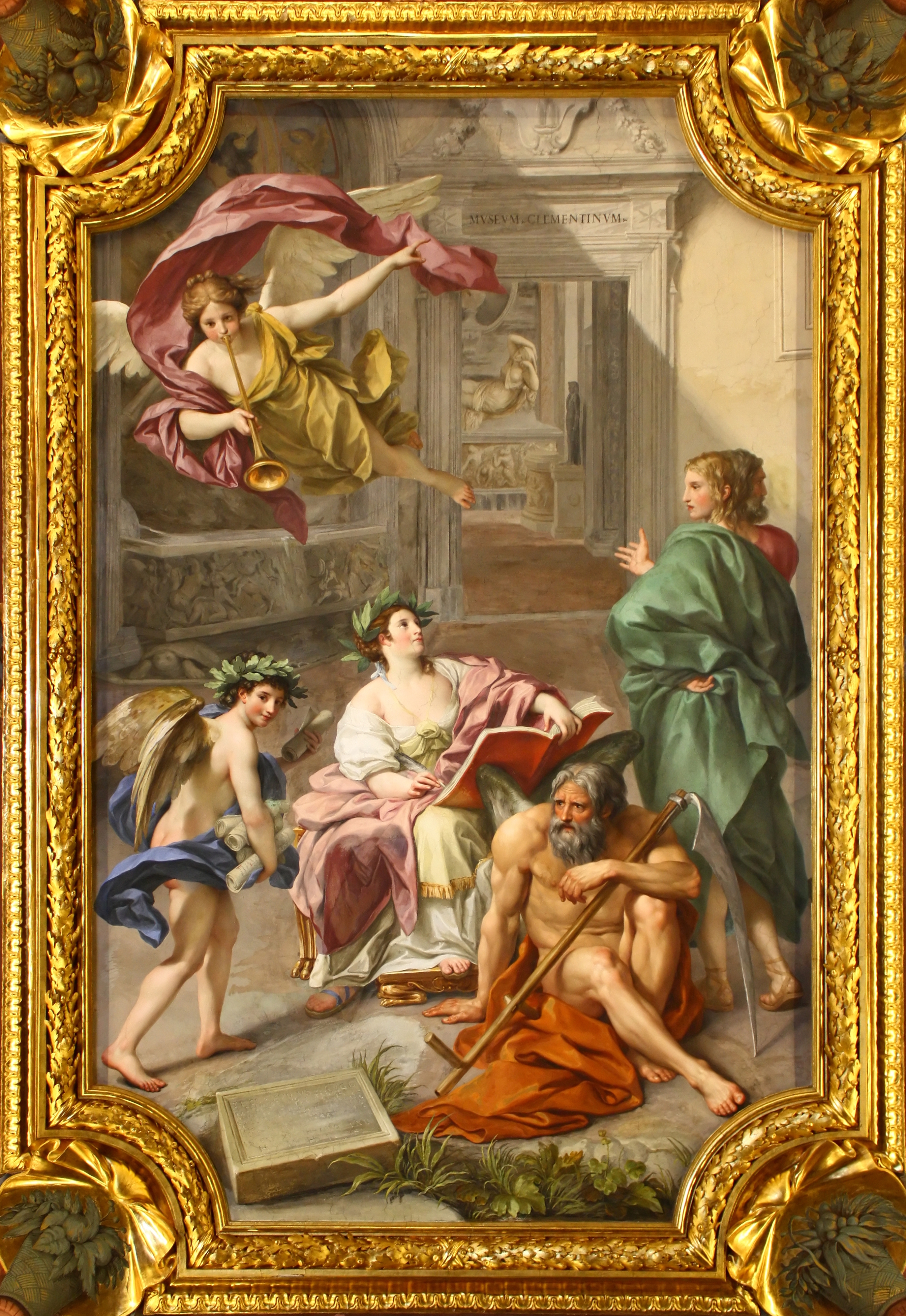
أنطون رافائيل منغز، انتصار التاريخ على مر الزمن (رمزية متحف كليمنتينوم)، لوحة جدارية للسقف في كاميرا دي بابيري، مكتبة الفاتيكان، 1772

فلسفة التاريخ تعتبر أحد أقسام الفلسفة وتهتم بدراسة التاريخ من منظور فلسفي. وتعريفها العلمي : دراسة الأسس النظرية للممارسات والتطبيقات والتغيرات الاجتماعية التي حدثت على مدى التاريخ. وفلسفة التاريخ مثلها مثل باقي التخصصات الفلسفية الأخرى، مثل فلسفة العلم وفلسفة الدين. ومن الفلاسفة الذين اهتموا بهذا المجال الفيلسوف الألماني هيغل والفيلسوف الفرنسي ميشال فوكو.

## موضوع فلسفة التاريخ
فلسفة التاريخ تبحث في ثلاث مواضيع رئيسة هي :

### ما معنى التاريخ ؟
أول سؤال تطرحه فلسفة التاريخ هو، هل هناك معنى لما حدث على مر الزمان ؟ أو ما يسمى بالتاريخ ؟ وقد تعددت تفسيرات الفلاسفة والأجوبة وتغيرت مع مضي الوقت.
أول من أجاب عن هذا السؤال، هو القديس المسيحي أوغسطينوس. حيث تصور الفيلسوف أوغسطينوس أن التاريخ الإنساني عبارة عن خطة من الرب باتجاه خلاص الإنسان. وقد بدأت هذه الخطة يوم خلق الرب العالم، ثم بعدها وقع أول البشر آدم في الخطيئة، ثم يأتي يوم القيامة أو يوم الحساب. وسادت هذه النظرية وانتشرت في العصور الوسطى عند المفكرين.
في القرن التالي، القرن السادس عشر الذي يسمى عصر النهضة، وحتى القرن الثامن عشر الذي يطلق عليه عصر التنوير، ثار الفلاسفة الأوربيون على الفكرة اللاهوتية. لقد رأى فلاسفة ذلك العصر ان موضوع التاريخ هو الإنسان. خلافا للنظرية السابقة التي ترى أن الرب هو الذي يدبر مجرى أحداث التاريخ. وأبرز رواد هذه المدرسة الفيلسوف الفرنسي فولتير.

### هل هناك قوانين تحكم أحداث التاريخ ؟
تفسير أحداث التاريخ يطرح سؤال: هل التاريخ مثل علوم الطبيعة ؟ حيث يكون هناك قانون عام يمكن به تفسير الأحداث التاريخية ؟ أجاب بنعم فلاسفة مثل ديفيد هيوم وأنصار الفلسفة الوضعية. بعد ذلك ظهرت المدرسة الأخرى التي تقول أن التاريخ لا يعنى باكتشاف النظريات وأن مهمة المؤرخ هي تحديد ما حدث في الماضي ولماذا حدث. وأن العلم كلي وثابت والتاريخ جزئيات متغيرة.

### هل للتاريخ اتجاه معين ؟
أجاب عن هذا السؤال وناقشه الفلاسفة الألمان في القرن الثامن والتاسع عشر، أو ما يطلق عليه مثالية ألمانية. حيث يرى الفيلسوف هيجل أن التاريخ عبارة عن تطور العقل البشري واتجاهه نحو الحرية.
وفي القرن العشرين ظهر اتجاه اخر، يصرف النظر عن البحث في اتجاه التاريخ. وركز على البحث في «تركيب التاريخ». ظهر هذا الاتجاه مع اكتشافات متجددة في تاريخ الحضارات غير الأوربية. وأبرز رواد هذا الاتجاه المؤرخ الألماني أوسفالد شبينغلر والمؤرخ البريطاني أرنولد توينبي.